# هنريك فون تريتشك
هنريك فون تريتشك (بالألمانية: Heinrich von Treitschke) (15 سبتمبر 1834 - 28 أفريل 1896) مؤرخ وسياسي وعضو سابق في الحزب الليبرالي القومي الألماني.